# Blaps cognata
Blaps cognata – gatunek chrząszcza z rodziny czarnuchowatych i podrodziny Tenebrioninae.
Gatunek ten został opisany w 1848 roku przez Antoine'a Josepha Jean Soliera. Klasyfikowany był w grupie gatunków B. bifurcata, a później przeniesiony do grupy gatunków B. cordicollis. Badania przeprowadzone przez Condamine i współpracowników w 2011 wskazywały, że zajmuje pozycję siostrzaną względem kladu obejmującego resztę grupy, natomiast według badań z 2013 roku jest gatunkiem siostrzanym dla kladu obejmującego B. cordicollis, B. kaifensis i B. judaeorum, a linie ewolucyjne B. cognata i wspomnianego kladu rozeszły się około 7-8 mln lat temu, w miocenie.
Chrząszcz znany z Egiptu i Sudanu.